# Янулис Зермас
Янулис Зермас (на гръцки: Γιαννούλης Ζέρμας) е гръцки революционер, арматол, участник в Гръцкото въстание в Македония от 1878 година.

## Биография
Роден е в 1854 година в епирското село Зерма, чието име носи като фамилно. Произхожда от рода Курлеос и се занимава със земеделие. В 1878 година заедно с капитан Давелис участва в гръцкото въстание срещу Санстефанския договор. В 1881 година с присъединяването на Тесалия към Кралство Гърция, разпуска четата си и се установява в Татари. В 1897 година става член на Етники Етерия и взима участие в Гръцко-турската война.